# Кая, Лев Исаакович
Лев Исаакович Кая (8 июня 1912, Симферополь — 30 сентября 1988, Симферополь) — советский инженер-химик, историк-любитель, крымский краевед, посвятивший изучению материалов Крымского государственного областного архива более 30 лет. Автор нескольких статей по истории караимов и крымчаков.

## Биография
Родился 8 июня 1912 года в Симферополе. Крымчак. Его отцом был известный крымчакский просветитель и этнограф Исаак Самуилович Кая (1887—1956). Мать — Ольга Юдовна Хондо, родилась в 1898 году в семье симферопольского купца 2-й гильдии Юды Моисеевича Хондо, по профессии педагог, начавшая свою трудовую деятельность в качестве учительницы в Карасубазарской крымчакской Талмуд-Торе, скоропостижно скончалась в 1940 году, погребена в Керчи. Л. И. Кая был старшим сыном в семье. Младшая сестра — Клара Исааковна Кая (1916—1975), скончалась и похоронена в Одессе. Младший брат — Яков Исаакович Кая (1917—1942), пропал без вести на фронте. Племянница — Наталия Леонидовна Коробач, дочь К. И. Кая, поддерживавшая тесные отношения с Львом Исааковичем вплоть до его кончины в 1988 году, в настоящее время проживает в г. Ашдоде, Израиль. Жена — Анна Фёдоровна Панкова, скончалась в январе 1988 года в Симферополе. Двоюродный брат и близкий друг — Яков Иосифович Бакши (1915—1998), собиратель и хранитель памяти о И. С. Кая, экономист по профессии, до последних дней жизни проживал в г. Гянджа, Азербайджан.
Кая получил традиционное начальное образование в крымчакской Талмуд-Торе в Карасубазаре (ныне г. Белогорск), заведующим которой вплоть до закрытия в 1921 году являлся его отец И. С. Кая. Закончил среднюю школу в Симферополе, позднее поступил в Казанский индустриальный техникум. Продолжил обучение в Ленинградском химико-технологическом институте. После получения диплома был направлен на работу в город Грозный. С 1940 года и вплоть до ареста в 1942 году занимал должность главного инженера карбидного завода.
Арестован 16 мая 1942 в Грозном. Позднее, 1 марта 1944 года по обвинению в контрреволюционном саботаже и связи с немецкой разведкой (ст. 58-14 УК РСФСР) приговорен к 10 годам лишения свободы с заключением в ИТЛ (о приговоре узнал уже в лагере). Основную часть срока отбывал в ИТК Узбекистана, в 1948 переведён в Горлаг в Норильске. Освобождён в 1951 году, полностью реабилитирован спустя шесть лет — в 1957 году. Впоследствии вернулся на родину (в 1953 году переезжает на постоянное жительство в Симферополь). В 1960-х — 1970-х годах работал начальником кислородной станции.
После смерти отца, выдающегося крымчакского просветителя И. С. Кая (скончался 30 марта 1956 года, похоронен на 3-м еврейском кладбище г. Одесса), Лев Исаакович обнаруживает большой архив этнографических материалов, лингвистических трудов и исследований по крымчакской тематике. По наблюдению Н. Л. Коробач, знакомство и изучение архива отца определили занятия краеведа на последующие 30 лет. 
Скончался 30 сентября 1988 года в Симферополе. Похоронен на городском кладбище «Абдал».

## Краеведческая деятельность
С середины 1960-х активно занимался изучением материалов Крымского областного государственного архива. В сферу исследований краеведа входила история, культура, язык и этнография старожильческих иудейских общин Крыма: караимов и раббанитов-крымчаков. Научный интерес Л. И. Кая распространялся также на историю литовских, польских и западноукраинских караимских общин. Л. И. Кая вручную переписал и частично обработал значительный объём архивных документов, представляющих собою большую научную ценность. Переписал практически все русскоязычные дела из фонда Таврического и Одесского караимского духовного правления (Ф. № 241), хранившиеся в Крымском областном государственном архиве (КОГА). Отдельный интерес представляют также перепечатанные им на пишущей машинке редкие публикации по истории и этнографии караимов, перевод на русский книги С. Б. Шишмана, а также коллекция самодеятельных работ караимских и крымчакских авторов. Среди них — труды С. И. Кушуль, З. И. Синани, В. М. Ачкинази, Б. Я. Кокеная и некоторых других.
Лев Исаакович тесно сотрудничал и вёл обширную переписку с учёными: В. Черниным, М. Эзером (Макушкиным), М. Полинской, И. Котлером, М. Куповецким, А. Хазановым, К. Б. Старковой, В. И. Филоненко, В. В. Лебедевым, Р. Каплановым, А. Н. Торпусманом, Е. Я. Сатановским, М. А. Членовым, Л. Н. Черенковым и другими специалистами по гебраистике, филологии и тюркологии в СССР середины 1970-х — конца 1980-х годов. Из переписки Льва Исааковича с учёными можно многое узнать не только о биографии и трудах исследователя, но и почерпнуть важную информацию о состоянии крымчакской и караимских общин того периода: Кая рассказывает о ведущих персоналиях общинной жизни того времени. Кроме того, там же он сообщает о своих исследованиях: письма во многом дополняют труды Кая, так как именно в них краевед с горечью говорит о проникновении мифологемы о тюркском происхождении в крымчакскую среду. Помимо этого, исследователь погружается и в более ранние периоды истории своего народа, излагая ценные сведения, приводя при этом ссылки на источники, которые он так и не включил в свои работы.

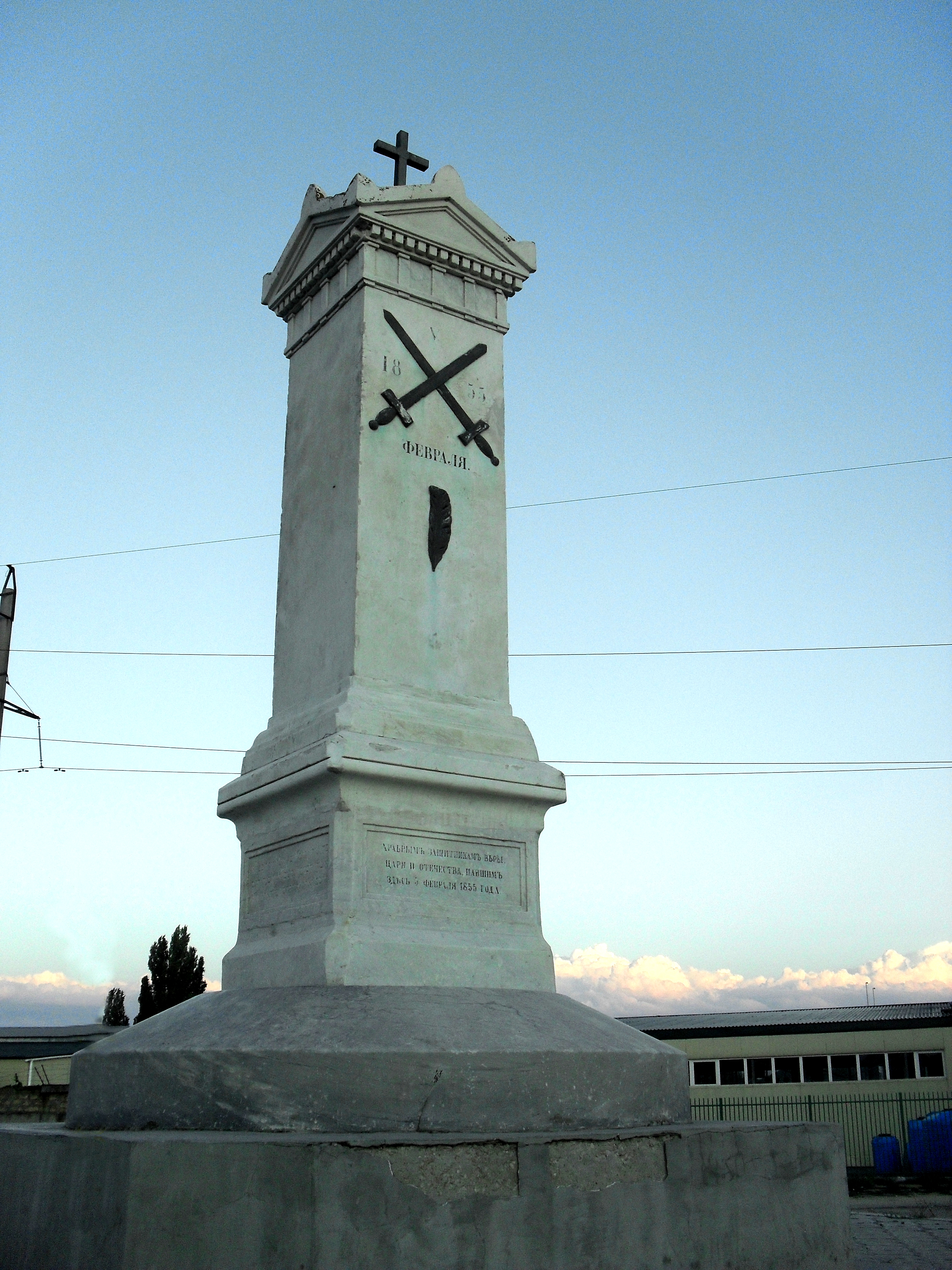
Крест над памятником русским воинам, погибшим при штурме Евпатории 17 февраля 1855 года, восстановлен по ходатайству Кая

В очерках, написанных Л. И. Кая в последние годы жизни, автор вступает в острую полемику с караимскими общественными деятелями, учёными прошлого и настоящего, специализирующимися по этой тематике, которые, по его мнению, умышленно, отказываясь от их иудейского прошлого, фальсифицировали этническую историю караимов, выдумывая разного рода мифологемы об этногенезе и языке собственного народа. Явление фальсификации и искажения истории, по мнению Л. И. Кая, было вызвано у караимов желанием дистанцироваться от тяжёлой участи еврейского народа, подвергавшегося религиозной дискриминации в Российской империи, понёсшего огромные потери в Холокосте и претерпевшем разного рода гонения по причине «пятого пункта» в послевоенный советский период.
Мастерски владея материалом и обладая энциклопедическими знаниями, Л. И. Кая последовательно выступал против фальсификации истории, основываясь на собственных архивных находках. По стилистике изложения труды краеведа близки к публицистике: сказывалось отсутствие системного исторического образования, а также познаний в методологии написания научных работ и анализе источников. Статьи нуждаются в подробных комментариях специалистов: историк-любитель Кая, призывая оппонентов к дискуссии, не скрывал при этом личного, часто негативного, отношения к тому или иному автору или караимскому общественному деятелю.
Тем не менее, несмотря на их несколько любительский и эмоциональный характер, статьи Л. И. Кая имели в своё время — и имеют сейчас — большое академическое значение. В 1980-е годы они стали ласточками надвигающихся процессов перестройки и гласности, которые затронули, в том числе, и научный мир. Его статьи распространялись тогда как своеобразный полулегальный самиздат и читались, пожалуй, десятками самых разных людей. Недаром одна из его статей была опубликована в известном самиздатовском журнале того времени — Еврейском историческом альманахе. Сам Кая, конечно, мечтал о публикации своих работ в официальной советской прессе и научных изданиях, но даже в годы перестройки его труды были слишком резки и неудобны.  Единственной прижизненной публикацией Л. И. Кая в советских органах печати стала короткая заметка об истории Чуфут-Кале, опубликованная в 1979 году на языке идиш.
В 1981 году благодаря требованиям Л. И. Кая был восстановлен крест над памятником русским воинам, павшим  при штурме Евпатории во время Крымской войны. В 1983 году, также по настойчивому требованию Кая, был демонтирован безмогильный памятник Б. Я. Кокенаю на караимском кладбище близ Чуфут-Кале (возвращён на место в 1989 году караимским обществом).

## Наследие
Часть научного архива Л. И. Кая ныне хранится в отдельном фонде Р-4967 «Кая Лев Исаакович — краевед» Государственного архива Республики Крым в Симферополе (213 дел за 1892—1988 годы). Вторая часть архива (личный фонд Л. И. Кая) находится в Межрегиональной общественной организации «Федерация еврейских организаций и общин — Ваад (Совет)» в Москве.
Несколько работ исследователя опубликованы в наши дни в Крыму и Израиле. Осенью 2022 года был издан сборник статей и документов «Меж веков, эпох и судеб. Крымчаки и караимы Крымского полуострова в XVIII—XX веках» (редакторы-составители М. Я. Гурджи и М. Б. Кизилов), в который включены все ранее неизданные труды краеведа.

## Критика
Д. А. Прохоров и О. Б. Белый так оценивают труды Л. И. Кая, объединённые темой «Очерки по истории караимов в России»: 

К сожалению, наряду с использованием документального материала архива, работы Л. И. Кая отличались полемическим характером и некоторой тенденциозностью; исследователь имел склонность только на основании неоднозначных фактов политической истории караимов XIX—XX вв. однозначно решать многие вопросы этногенеза и этнической истории этого народа.